# Гревилл, Роберт Кай

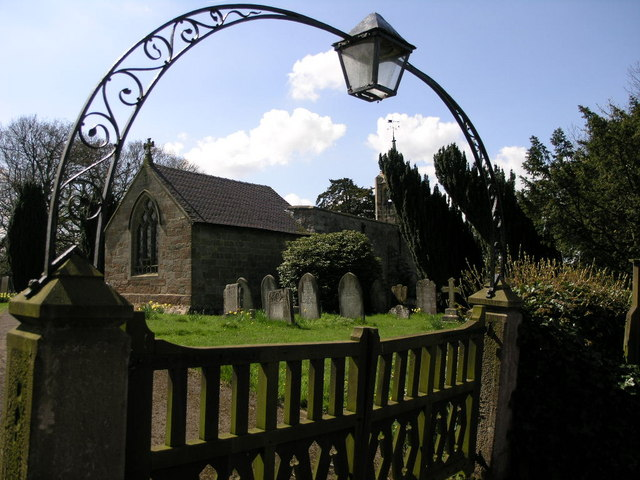
Церковь Святого Джеймса в Эдластоне (Дербишир)

Роберт Кай Гревилл (13 декабря 1794 — 4 июня 1866) — английский (шотландский) ботаник, внёсший вклад в различные области ботаники, известен как бриолог и миколог, автор ботанических иллюстраций. Был активным политическим и общественным деятелем, сторонником аболиционизма.

## Биография
Гревилл родился в Бишоп Окленде, но вскоре семья переехала в Дербишир, потому что его отец возглавил приход небольшой деревни Эдластон и соседней с ней деревушки Вайстон. Ещё в детстве Роберт изучал и зарисовывал растения, но, повзрослев, был определён учиться медицине. Четыре года он провёл, обучаясь в Лондоне и в Эдинбурге. Однако нужды в деньгах он не имел, и это позволило ему оставить медицинскую карьеру и посвятить себя ботанике.

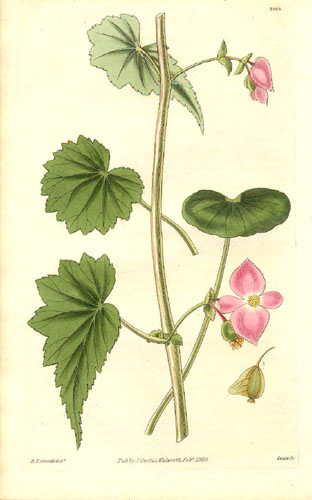
Begonia gracilis. Рисунок Р. К. Гревилла. «Curtis’s botanical magazine», том 57, 1830

В 1816 году он женится и переезжает в Эдинбург. В 1823 году он начинает иллюстрировать и издавать журнал Scottish cryptogamic flora, а также публикует и другие статьи в этой области.
В 1824 году Гревилл удостоен степени доктора в Университете Глазго, где он прочёл курс лекций по натуральной истории и собрал значительные коллекции, впоследствии купленные Эдинбургским университетом.
В 1836 Роберт Кай Гревилл становится президентом Ботанического общества Эдинбурга. Второй раз он был выбран президентом этого общества в 1866 году. Он также был почётным секретарём Биологического общества, членом Королевского общества Эдинбурга, почётным членом Королевской Ирландской Академии, членом обществ естественной истории в Брюсселе, Париже, Лейпциге и Филадельфии.
Ботаник Аллан Каннингем в 1828 году назвал в честь Гревилла горную вершину в Квинсленде. Эта гора сейчас входит в национальный парк "Пики Муджира".
Гревилл был известен также как общественный деятель: он активно выступал против рабства и за отмену смертной казни, был одним из четырёх вице-президентов на всемирном съезде за отмену рабства, который состоялся в Лондоне 12 июня 1840 года.
В последние годы жизни Гревилл увлёкся пейзажной живописью и даже выставлял свои работы.
Роберт Кай Гревилл скончался в своём доме в Мурейфилде 4 июня 1866 году. Он до самой смерти продолжал сохранять интерес к исследовательской работе; в это время были подготовлены к публикации несколько новых статей.

## Труды
- Flora Edinensis (1824) — Флора Эдинбурга;
- Tentamen methodi Muscorum (1822—1826);
- Icones filicum или Figures and Descriptions of Ferns (1830) (с У. Гукером)[3] — изображение и описание папоротников;
- Scottish cryptogamic flora (1822—1828) — Флора тайнобрачных растений Шотландии;
- Algae britannicae (1830) — Водоросли Британии;
- Facts illustrative of the drunkenness of Scotland with observations on the responsibility of the clergy, magistrates, and other influential bodies (1834) — о пьянстве в Шотландии;
- Slavery and the slave trade in the United States of America; and the extent to which the American churches are involved in their support (1845) — Рабство и работорговля в США. Составлено по просьбе Эдинбургского общества освобождения.